# キプカ

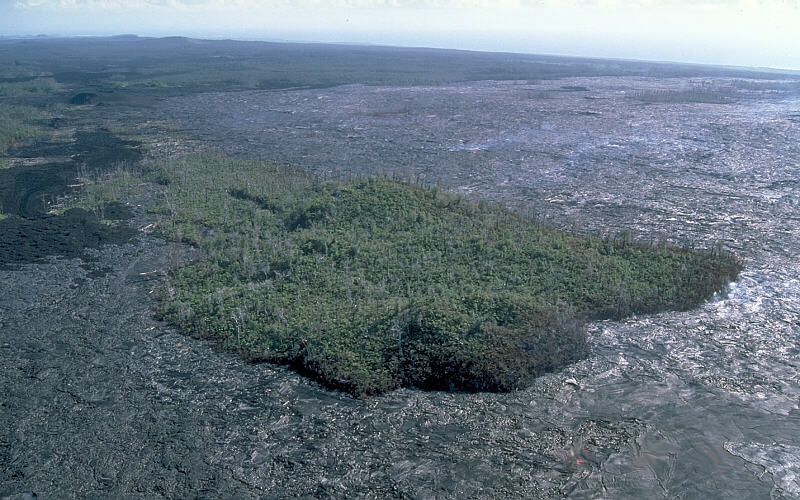
キラウェア火山で見られるキプカ

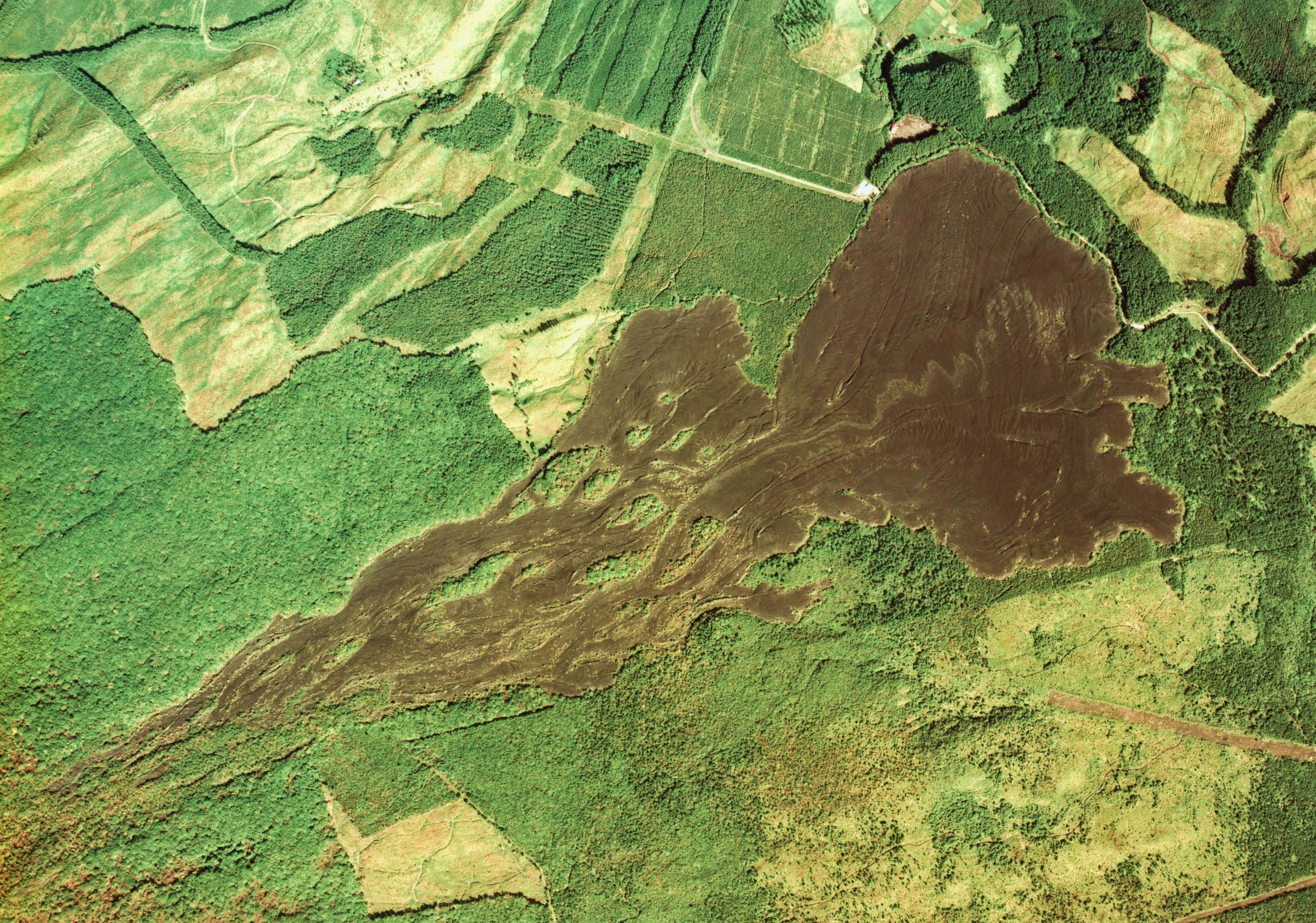
岩手山で見られるキプカ

キプカ（英語: Kipuka、ハワイ語: Kīpuka、キープカ）は火山性地勢に関して用いられる火山学の言葉で、新しい溶岩流に囲まれて島のように残る古い土地を指す。その土地が古ければ、そこだけに植物が茂っている。
キプカはア・アー（固形性溶岩流）やパーホエホエ（液状溶岩流）などと共にハワイ語の言葉で、代表例はハワイ島にハワイ人の聖地として残るプウ・フルフルなどである。  